# توم كلانسيز رينبو 6 سيج

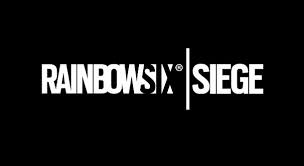
شعار أللعبة الرسمي.

توم كلانسيز رينبو سِكس سيج (بالإنجليزية: Tom Clancy's Rainbow Six Siege) ، هي لعبة فيديو من نوع تصويب على الإنترنت، ولقد أنتجها وطورتها شركة يوبي سوفت الفرنسية، وصدرت وبيعت في السوق بتاريخ 1 ديسمبر سنة 2015، وتدعم اللغة العربية. وتركز اللعبة بشدة على تدمير البيئة والتعاون بين اللاعبين. يفترض كل لاعب السيطرة على مهاجم أو مدافع في أوضاع لعب مختلفة مثل إنقاذ رهينة ونزع فتيل قنبلة والسيطرة على هدف داخل غرفة. لا يحتوي العنوان على طور قصة ولكنه يتميز بسلسلة من المهام القصيرة غير المتصلة بالإنترنت تسمى «المواقف» التي يمكن لعبها منفردة. هذه المهام لها رواية فضفاضة، تركز على العملاء الذين يخضعون للتدريب لإعدادهم لمواجهات مستقبلية مع «الأقنعة البيضاء»، وهي جماعة إرهابية تهدد سلامة العالم. سيج هي مدخل في سلسلة توم كلانسيز وخليفة توم كلانسيز رينبو 6: باتريوتس، مطلق النار التكتيكي الذي كان له تركيز أكبر على السرد. بعد أن تم إلغاء باتريوتس في النهاية بسبب عيوبها الفنية، قررت يوبي سوفت عمل ريبوت للسلسلة. قام الفريق بتقييم جوهر امتياز توم كلانسيز واعتقد أن السماح للاعبين بانتحال شخصية كبار عملاء مكافحة الإرهاب في جميع أنحاء العالم هو الأنسب للعبة. لإنشاء حالات حصار حقيقية، استشار الفريق وحدات فعلية لمكافحة الإرهاب ونظر في أمثلة واقعية لحالات مثل حصار السفارة الإيرانية عام 1980. تعمل اللعبة على محرك أنفيل، تستخدم اللعبة أيضًا تقنية «التدمير الواقعي» من يوبي سوفت لإنشاء بيئات قابلة للتدمير. تم الإعلان عنه في معرض الترفيه الإلكتروني 2014 ، وحصل على أربعة ترشيحات من جوائز النقاد. تلقت اللعبة استقبالًا إيجابيًا بشكل عام من النقاد، حيث تم توجيه الثناء في الغالب إلى تعدد اللاعبين المتوترين في اللعبة والتركيز على التكتيكات. ومع ذلك، تم انتقاد اللعبة بسبب نظام التقدم فيها وافتقارها إلى المحتوى. كانت المبيعات الأولية ضعيفة، لكن قاعدة لاعبي اللعبة زادت بشكل ملحوظ حيث تبنت يوبي سوفت نموذج «الألعاب كخدمة» للعبة وأصدرت لاحقًا عدة حزم من المحتوى المجاني القابل للتنزيل. بعد عدة سنوات من إصدار اللعبة، اعتبر بعض النقاد أن العبة هي واحدة من أفضل الألعاب متعددة اللاعبين في السوق الحديث نظرًا للتحسينات التي أدخلتها تحديثات ما بعد الإطلاق. دخلت الشركة في شراكة مع إي إس إل لجعلها لعبة رياضة إلكترونية. في فبراير 2019 ، تجاوزت اللعبة 60 مليون لاعب مسجل عبر جميع المنصات.

## طريقة اللعب
سيج هي لعبة إطلاق نار من منظور شخص أول، حيث يستخدم اللاعبون العديد من العملاء المختلفين من فريق رينبو. العملاء المختلفون لديهم جنسيات وأسلحة وأدوات مختلفة. تتميز اللعبة بهيكل غير متماثل حيث لا تكون الفرق دائمًا متوازنة في اختياراتها للقدرات. وحدات مكافحة الإرهاب الأساسية المتاحة للعب هي فرق إنقاذ الرهائن المشار اليها في اللعبة هي الـ FBI الأمريكية، وSAS البريطانية، وGSG-9 الألمانية، وSpetsnaz الروسية، وGIGN الفرنسية، كل فرقة منها تمتلك أربعة عملاء لكل وحدة مقسمة بين المهاجمين والمدافعين (تمت إضافة وحدات أخرى لاحقًا من خلال المحتوى القابل للتنزيل). يمكن للاعبين أيضًا الوصول إلى عميل «المجند» يمكنه الاختيار من بين تشكيلة أكثر مرونة من المعدات على حساب امتلاكك أداة فريدة أو القدرة على تخصيص سلاحك. يمكن للاعبين اختيار أي عميل من أي وحدة تدافع أو تهاجم قبل بدء الجولة، واختيار نقاط الانتشار وكذلك المرفقات على أسلحتهم ولكن لا يُسمح لهم بتغيير خياراتهم بمجرد بدء الجولة. يسمح متجر داخل اللعبة للاعبين بشراء عملاء أو أشكال مختلفة لاسلحتهم وأزياء لشخصياتهم باستخدام عملة داخلا العبة، والتي يتم ربحها في نهاية المباريات من المهام التي يتم إجراؤها داخل اللعبة.

### بداية الجولة
عندما تبدأ الجولة في مباراة عبر الإنترنت، يختار المهاجمون واحدة من عدة نقاط أنتشار لشن هجومهم بينما يقوم المدافعون بنفس الشيء للدفاع منها. ستبدأ بعد ذلك فترة تحضيرية مدتها دقيقة واحدة حيث يتم منح المهاجمين بعد ذلك السيطرة على الطائرات بدون طيار ذات العجلات الميكانيكية لاستكشاف الخريطة بحثًا عن عملاء العدو والفخاخ والتجهيزات الدفاعية بالإضافة إلى الهدف،  بينما يقوم الخصم بتأسيس دفاعاتهم ويحاولون القيام بذلك دون كشف تفاصيل الهدف الدفاعية من خلال تدمير الطائرات بدون طيار. تم تصميم الخرائط في اللعبة لتشجيع القتال عن قرب، ولا يمكن للاعبين إعادة الظهور حتى نهاية الجولة. يمكن للاعبين الذين قُتلوا على يد الخصوم الدخول إلى «وضع الدعم»، والذي يسمح لهم بالوصول إلى كاميرات الطائرات بدون طيار والكاميرات الأمنية حتى يتمكنوا من الاستمرار في المساهمة في فريقهم من خلال إبلاغهم بمواقع وأنشطة الخصم.  تستمر المباريات أربع دقائق فقط للعرضي وثلاث دقائق للمرتبة. يتم تشجيع العمل الجماعي والتعاون في سيج ، ويحتاج اللاعبون إلى الاستفادة من قدراتهم المختلفة لإكمال الهدف وهزيمة فريق العدو.  كما يتم تشجيع التواصل بين اللاعبين باستخدام المايكروفون.  تحتوي اللعبة أيضًا على وضع المتفرج، والذي يسمح للاعبين بمراقبة المباراة من زوايا مختلفة.

### تدمير البيئة
تتميز اللعبة بتركيز شديد على تدمير البيئة   باستخدام نظام تدمير إجرائي. يمكن للاعبين تحطيم الهياكل عن طريق زرع المتفجرات عليها، أو إطلاق النار على الجدران لعمل ثقوب من الرصاص. قد يكتسب اللاعبون مزايا تكتيكية من خلال تدمير البيئة، ويهدف النظام إلى تشجيع اللاعبين على الاستفادة من الإبداع والاستراتيجية.   يتميز نظام اختراق الرصاص، حيث يؤدي مرور الرصاص عبر الهياكل إلى إلحاق ضرر أقل بالأعداء.  بالإضافة إلى التدمير، يمكن للاعبين في الفريق المدافع أيضًا إنشاء عدد محدود من التحصينات شديدة التحمل على الجدران والدروع القابلة للنشر حولهم للحماية؛ يمكن تدمير هذه التحصينات من خلال أجهزة الاختراق أو المتفجرات أو باستخدام أدوات خاصة بالعملاء المهاجمين  من أجل وقف تقدم المهاجمين، يمكن للمدافعين وضع أفخاخ مثل الأسلاك الشائكة وأسلاك الليزر المتفجرة حول الخرائط. تعد المساحة الرأسية عنصرًا أساسيًا في اللعب في خرائط اللعبة: يمكن للاعبين تدمير الأسقف والأرضيات باستخدام رسوم الاختراق ويمكنهم نصب كمين للأعداء عن طريق الانزلاق عبر النوافذ.  تعتبر الأسلحة القوية مثل القنابل اليدوية وعبوات الاختراق ذات قيمة، حيث يمكن استخدام كمية محدودة منها فقط في الجولة. 

## أنماط اللعب
عند الإطلاق، ظهرت اللعبة مع 11 خريطة و 5 أوضاع لعب مختلفة  تشمل كلا من لاعب ضد الذكاء الاصطناعي ولاعب ضد لاعب. مع المحتوى القابل للتنزيل الذي تم إصداره بعد الإطلاق مع أربع خرائط إضافية من العام الأول وثلاث خرائط من العام الثاني - يوجد حاليًا 20 خريطة قابلة للعب. تشمل أنماط اللعب ما يلي:
- رهينة: وضع تنافسي متعدد اللاعبين، حيث يجب على المهاجمين انتزاع الرهينة من المدافعين، بينما يجب على المدافعين منع حدوث ذلك إما عن طريق القضاء على كل الفريق المهاجم أو الدفاع عن الرهينة بنجاح حتى انتهاء الوقت. يمكن أن تحدث طريقة ثانوية للفوز إذا تسبب الفريق المهاجم أو المدافع عن طريق الخطأ في إلحاق الضرر بالرهينة، مما تسبب في «سقوط» الرهينة؛ إذا تمكن الفريق المنافس من منع إحياء الرهينة، فإنهم سيفوزون بالجولة.[21]

- القنبلة: وضع تنافسي متعدد اللاعبين، حيث يتم تكليف المهاجمين بتحديد موقع وإبطال مفعول إحدى قنبلتين. يجب على المدافعين وقف المهاجمين بقتلهم جميعًا أو تدمير معطل القنبلة.[22] إذا قُتل جميع المهاجمين بعد زرع معطل القنبلة، فلا يزال يتعين تدمير معطل القنبلة لتحقيق النصر للمدافعين.

- تأمين المنطقة: وضع تنافسي متعدد اللاعبين، حيث يجب على المدافعين حماية غرفة بحاوية بيولوجية، بينما يجب على المهاجمين شق طريقهم وتأمينها. تنتهي المباراة عندما يُقتل جميع اللاعبين من فريق واحد أو يتم تأمين حاوية الخطر البيولوجي من قبل المهاجمين عندما لا يكون هناك مدافعون في الغرفة.[23]

- مطاردة الإرهابيين: وضع فردي أو متعدد اللاعبين تعاوني لما يصل إلى خمسة لاعبين. يلعب اللاعبون دور المهاجمين أو المدافعين، ويجب أن يقاتلوا ضد موجات من الأعداء التي يتحكم فيها الذكاء الاصطناعي عبر أوضاع مختلفة مثل القنبلة، أو الرهينة، أو القضاء (المطاردة الإرهابية الكلاسيكية).[24] [25]

- المواقف: العنصر الأكثر أهمية في اللعبة للاعب الفردي، مع 10 مهام فردية و 1 مهمة متعددة اللاعبين تعاونية والتي تكون بمثابة دروس تمهيدية وتفاعلية لآليات اللعبة الجماعي.[26]

- الأحداث الموسمية: الأحداث ذات الوقت المحدود والمتاحة لموسم واحد. عادة ما تكون هذه أوضاع لعب كبيرة الحجم والتي تكون فريدة تمامًا عن أوضاع اللعبة التقليدية مثل وضع القنبلة أو تأمين المنطقة أو الرهينة.[27]

## أجواء القصة

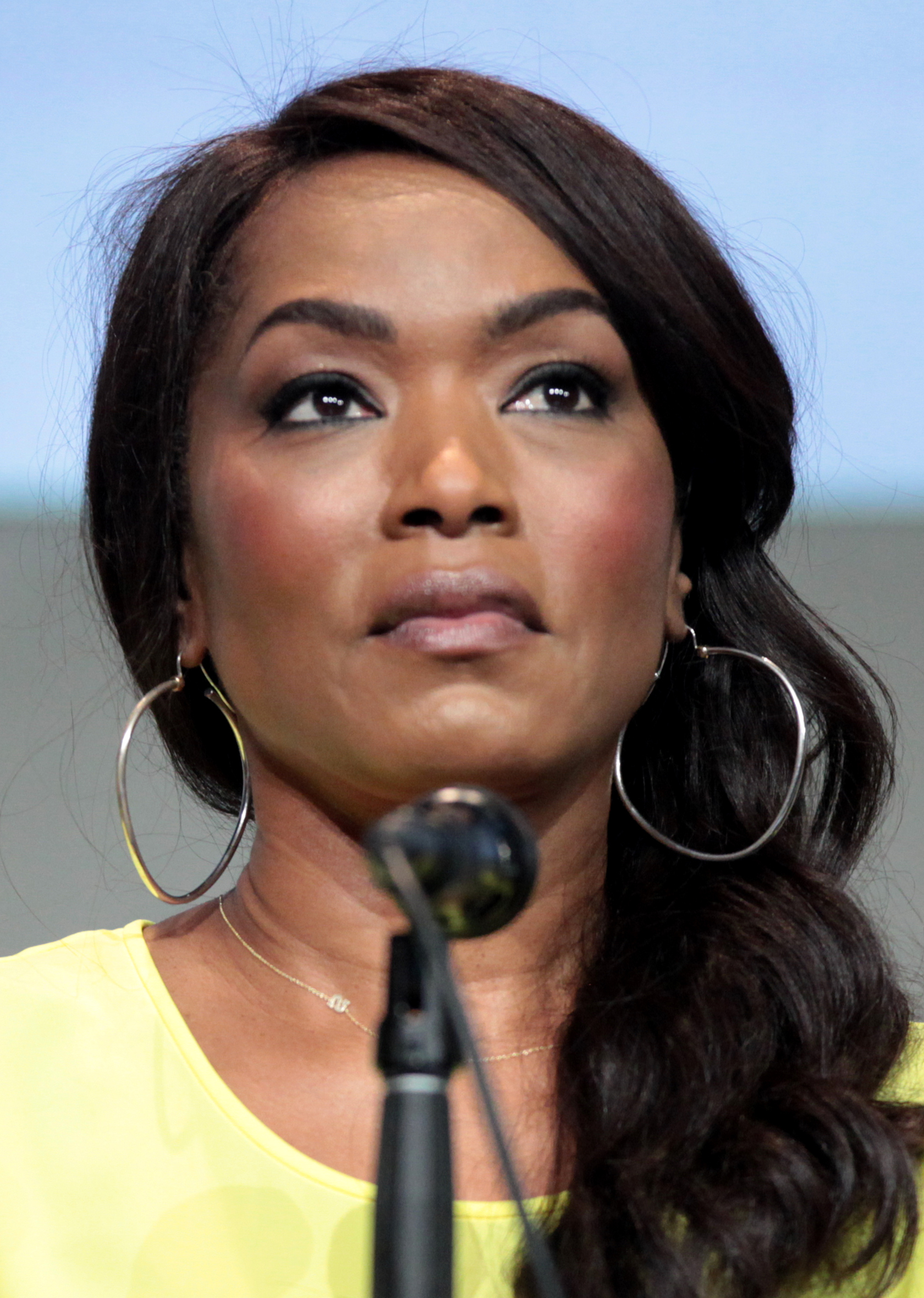
قامت أنجيلا باسيت بأداء أعمال صوتية والتقاط الحركة بدورها كمديرة فريق رينبو 6.

بعد ثلاث سنوات من إلغاء تنشيط برنامج رينبو، تجددت الأنشطة الإرهابية، وكانت منظمة الاقنعة البيضاء هي الأبرز. أهداف الإرهابيين غير معروفة، ومع ذلك فهم يتسببون في حالة من الفوضى في جميع أنحاء العالم. لمواجهة هذا التهديد المتزايد، يتم إعادة تنشيط البرنامج من قبل زعيم جديد يُعرف ببساطة باسم Six (لعبة الممثلة الأمريكية أنجيلا باسيت دوره). يقوم بتجميع مجموعة من نخبة القوات الخاصة من دول مختلفة لمواجهة ومحاربة الأقنعة البيضاء. يخضع المجندون لتدريبات متعددة لإعدادهم لمواجهات مستقبلية مع الأقنعة البيضاء، والتدريب على إنقاذ الرهائن والتخلص من القنابل. في نهاية المطاف، شنت الأقنعة البيضاء هجومًا كيميائيًا على جامعة (تسمى جامعة بارتليت)، ويتم إرسال المجندين لنزع سلاح القنابل والقضاء على وجود العدو. حققت العملية نجاحًا هائلاً، على الرغم من وجود ضحايا. تنتهي القصة بتأكيد Six أن إعادة تنشيط فريق رينبو هو الخيار الأفضل والوحيد في وقت مليء بالمخاطر والشكوك. فريق رينبو جاهز لمهمته التالية - ملاحقة زعيم العدو - وهم على استعداد لحماية أمتهم والدفاع عنها من الإرهابيين.

## التطوير
وُلد هذا المشروع بالكامل ونما من دراسة متعمقة بحثت عن ما هو جوهر سلسلة رينبو من حيث الخيال وأسلوب اللعب. في نهاية اليوم، تخيل لعبة رينبو كونها جزءًا من أعظم منظمة لمكافحة الإرهاب تمكنك من انتحال شخصية أفضل العملاء، والعمل كفريق واحد.

- أندرو جيه ويتس، مصمم ألعابة 
كان سلف اللعبة هي لعبة توم كلانسيز رينبو 6: باتريوتس، وهي لعبة أطلاق نار تكتيكية التي تم الإعلان عنه في عام 2011. وكان التركيز على السرد، والقصة تتميز بالعديد من المشاهد المقطوعة والأحداث المكتوبة. ومع ذلك، سقطت اللعبة في جحيم التطوير بعد وقت قصير من إعلانها. محرك اللعبة الذي عفا عليه الزمن والتغيير المتكرر للقيادة أعاقا تقدم التطوير، ولم تكن جودة اللعبة على قدم المساواة. بالإضافة إلى ذلك، تم التخطيط لإصداره على وحدات تحكم ألعاب الفيديو من الجيل السابع والتي لم تكن قادرة على معالجة بعض ميكانيكا الألعاب. بعد رؤية وصول جيل جديد من وحدات التحكم، أراد الفريق الاستفادة من هذه الفرصة لإنشاء لعبة أكثر تقدمًا من الناحية التكنولوجية. نتيجة لذلك، قررت يوبي سوفت إلغاء برنامج باتريوتس وشكلت فريقًا جديدًا من 25 شخصًا للتوصل إلى أفكار لإعادة تشغيل المسلسل.

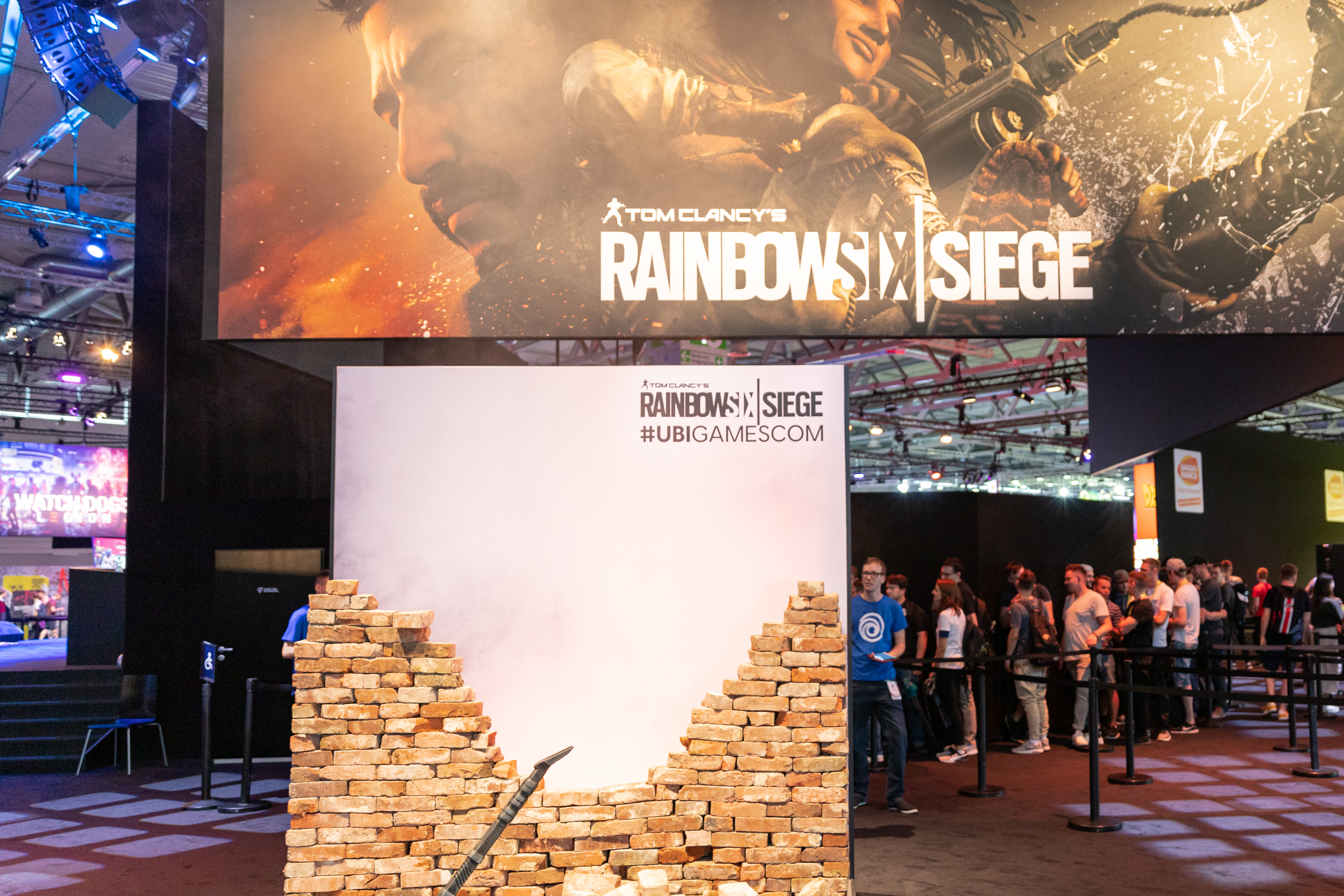
أستعراض الموسم الجديد من اللعبة في معرض غيمز كوم 2019.

لجعل اللعبة الجديدة تشعر بالانتعاش، تم الاحتفاظ بعناصر معينة متعددة اللاعبين فقط بحيث أخذ الفريق الصغير اللعبة في اتجاه مختلف. قاموا بتقييم جوهر سلسلة رينبو ، والتي اعتقدوا أنها تتعلق بكونك عضوًا في فريق مكافحة الإرهاب الذي يسافر حول العالم للتعامل مع الهجمات الإرهابية الخطيرة - وهي العمليات التي عادة ما تكون مواجهات مكثفة بين المهاجمين والمدافعين.  ومع ذلك، أراد الفريق ملاءمة هذه الأفكار في تنسيق متعدد اللاعبين من شأنه زيادة استدامة اللعبة.  أصبحت هذه الأفكار المفاهيم الأساسية للعبة. نظرًا لأن فريق التطوير كان يأمل في إمكانية إعادة تشغيل اللعبة بشكل متكرر، قرر الفريق تكريس جميع الموارد لتطوير اللعبة متعددة اللاعبين وتخلي عن حملة اللاعب الفردي.
بدأ تطوير اللعبة رسميًا في يناير 2013. تولى يوبي سوفت مونتريال، مطور باتريوتس، تطوير اللعبة، مع مكاتب يوبي سوفت في برشلونة وتورنتو وكييف وشنغهاي وتشنغدو لتقديم المساعدة. كانت تسمى اللعبة في الأصل "Rainbow Six Unbreakable"، وهو عنوان لا يعكس آلية تدمير اللعبة فحسب، بل يعكس أيضًا عقلية فريق التطوير، الذي كان عليه تقديم لعبة كانت عالقة في جحيم التطوير. وفقًا لمدير العلامة التجارية ألكسندر ريمي، كان الفريق واثقًا من رؤيته الجديدة للعبة ولكنه كان متوترًا للغاية عندما كشفها، وأدرك أن تغيير الاتجاه من المحتمل أن يخيب آمال بعض المعجبين. 

## وصلات خارجية
- توم كلانسيز رينبو 6 سيج على موقع IMDb (الإنجليزية)

- الموقع الرسمي